# Црковјани
Црковјани или Црковени (грч. Εκκλησιοχώρι, Еклисиохори) је насељено место у општини Воден у периферији Средишња Македонија, Грчка. Према попису из 2021. године било је 564 становника.
Према бугарском географу и историчару, Василу Канчову, у Црковјану је 1900. године живело 320 Словена хришћана и три Словена муслимана. Године 1924. насељен је већи бој грчких избегличких породица из Турске, укупно 127 особа. На попису из 1940. године Црковјани су имали 386 становника, од чега су једна половина Словени а друга Грци.